# Terceira guerra judaico-romana
Terceira guerra judaico-romana, também chamada de Revolta de Barcoquebas (em hebraico: מֶרֶד בַּר כּוֹכְבָא, romaniz.: Mereḏ Bar Kōḵḇāʾ), foi uma rebelião armada em larga escala iniciada pelos judeus da Judeia, liderados por Simão Barcoquebas, contra o Império Romano no ano 132 da Era Cristã. Durando até 135 ou início de 136, foi a terceira e última escalada das guerras judaico-romanas.Como a primeira e a segunda guerra judaico-romana, a revolta de Barcoquebas resultou em uma derrota judaica total; Barcoquebas foi morto por tropas romanas em Betar em 135 e os rebeldes judeus que permaneceram após sua morte foram todos mortos ou escravizados no ano seguinte.
O domínio romano na Judeia não foi bem recebido pela população judaica, especialmente após a destruição do Segundo Templo durante o cerco romano a Jerusalém em 70. Os romanos também mantiveram uma grande presença militar na província; impuseram mudanças impopulares na vida administrativa e econômica; construíram a colônia de Élia Capitolina sobre a cidade destruída de Jerusalém; e ergueram um local de adoração para Júpiter no Monte do Templo de Jerusalém, onde havia estado o Segundo Templo dos judeus. A literatura rabínica e os Padres da Igreja destacam o papel de Quinto Tineio Rufo, então governador romano da Judeia, em provocar a revolta de Barcoquebas. O caráter carismático e messiânico de Barcoquebas pode também ter sido um fator na popularização do levante em toda a Judeia.
Com o início do conflito, as vitórias rebeldes iniciais estabeleceram um enclave judeu independente cobrindo grande parte da província por vários anos. Barcoquebas foi nomeado nasi (נָשִׂיא, lit. 'príncipe') do estado provisório dos rebeldes, e grande parte da população da Judeia o considerava o messias do judaísmo que restauraria a independência nacional judaica. Este revés inicial para os romanos levou o imperador Adriano a reunir um grande exército — seis legiões completas com auxiliares e outros elementos de até seis legiões adicionais, todos sob o comando de Sexto Júlio Severo — e lançar uma extensa campanha militar pela Judeia em 134, esmagando finalmente a revolta.
A morte de Barcoquebas e a subsequente derrota de seus rebeldes tiveram consequências desastrosas para a população judaica da Judeia, ainda mais graves do que a repressão ocorrida durante e após a Primeira Guerra Judaico-Romana. Com base em evidências arqueológicas, fontes antigas e análises contemporâneas, estima-se que entre 500 000 e 600 000 judeus tenham sido mortos no conflito. A Judeia foi amplamente despovoada devido ao número de judeus mortos ou expulsos pelas tropas romanas, com um número significativo de prisioneiros vendidos como escravos. Após o fracasso da revolta de Barcoquebas, o centro da sociedade judaica mudou da Judeia para a Galileia. A província da Judeia foi renomeada para Síria Palestina como uma punição aos judeus e em resposta aos desejos dos habitantes não judeus da região. Além disso, os judeus foram submetidos a uma série de decretos religiosos pelos romanos, incluindo um que proibia todos os judeus de entrarem em Jerusalém. A revolta de Barcoquebas também teve implicações filosóficas e religiosas; a crença judaica no Messias tornou-se mais abstrata e espiritualizada, e o pensamento político rabínico passou a ser profundamente cauteloso e conservador. A rebelião também foi um dos eventos que ajudaram a diferenciar o cristianismo primitivo do judaísmo.

## Origens
Há muita incerteza acerca da causa imediata dessa revolta, pois dela só possuímos documentação esparsa e não-contemporânea (Dião Cássio e Eusébio), além de algumas descobertas arqueológicas nas grutas dos desertos da Judeia. 
O que se sabe é que ela ocorreu após a viagem do imperador Adriano, pelo Oriente, entre os anos 130 e 131, ocasião em que ele deixou claro seu propósito de revitalizar o helenismo enquanto esteio cultural do Império Romano, naquela região. Entre seus planos estava a reconstrução de Jerusalém como uma cidade helenística e onde, sobre o monte do templo, seria erguido um santuário dedicado a Júpiter Capitolino, decisão que feriu os sentimentos religiosos dos judeus. 
Este parece ter sido o estopim da revolta na Judeia, embora Dião Cássio afirme que ela já vinha sendo preparada, a partir das comunidades da Diáspora, desde o levante de 115 (Segunda guerra judaico-romana). 

## A revolta

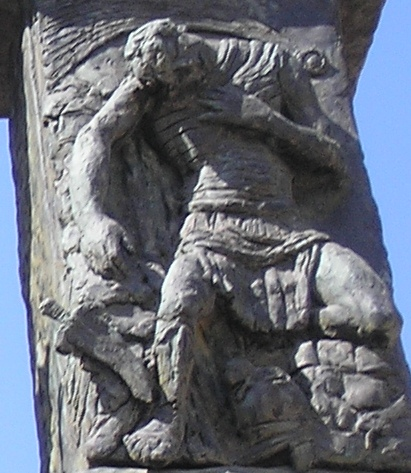
Detalhe de Simon Barcoquebas da Menorá da Knesset de Benno Elkan.

Quando a revolta começou, os romanos foram apanhados de surpresa. Grupos de judeus armados emboscaram coortes da Legio X Fretensis, infligindo-lhes pesadas perdas. Ato contínuo, a fortaleza romana em Cesareia foi atacada e parcialmente destruída.
Como um rastilho de pólvora, a revolta se espalhou por toda a província, com os rebeldes fabricando e reunindo armas, e fortificando cidades. 
O legado imperial, Quinto Tineio Rufo, que governava a Judeia, mostrou-se incapaz de sufocar o levante, e mesmo quando o governador da província romana da Síria, Publício Marcelo, recebeu ordens para ajudá-lo, e deslocou a Legio II Traiana Fortis e a Legio VI Ferrata para a Judeia, não foi possível impedir que os amotinados tomassem Jerusalém.

### Filho da Estrela
A essa altura, evidenciou-se, entre os combatentes judeus, a liderança de um jovem comandante, Simão bar Coziba, em quem o rabino Aquiba reconheceu o "Mashiach" (Messias) davídico, aguardado ansiosamente, e lhe trocou o nome para "Barcoquebas" (filho da estrela). À frente de seus comandados, Simão entrou em Jerusalém, foi saudado como "Príncipe de Israel", e proclamou a independência do estado judeu. Moedas foram cunhadas com os dizeres "Primeiro ano da libertação de Jerusalém" e "Primeiro ano da redenção de Israel".
Pelas cartas e outros vestígios arqueológicos descobertos nos desertos a oeste do mar Morto, tem-se uma ideia do tipo de guerra que os rebeldes empreenderam contra os romanos, atuando em pequenos grupos, atacando o inimigo de emboscada e refugiando-se em cavernas. "Em cada penhasco, em cada rochedo, ocultava-se um guerrilheiro judeu, impiedoso e desesperado, que não tinha nem esperava misericórdia". Comunidades de gentios desprotegidos, tais como os descendentes dos veteranos da Legio XV Apollinaris, que se tinham estabelecido em Emaús, em 71, foram atacadas e dizimadas sem piedade. Por cerca de três anos e meio, esses guerrilheiros atacaram os romanos — legionários e civis.
Essas cartas também mostram o controle que Simão exercia sobre o povo das aldeias: confisco de cereais, recrutamento compulsório e outras medidas coercitivas. a exemplo das praticadas na primeira guerra judaico-romana. 

### Reação romana
A situação tornou-se tão séria que Adriano despachou para a Judeia seu melhor general, Sexto Júlio Severo, que estava governando a Britânia. Contando com dez legiões, além de tropas auxiliares (ao todo, cerca de cem mil homens), Severo usou a mesma tática dos guerrilheiros judeus: dividiu suas forças em grupos de pequenas unidades móveis, comandadas por tribunos e centuriões, formando grupos de reação rápida que podiam responder prontamente, sempre que chegavam relatórios de atividades de guerrilha. Além disso, localizou e cercou os redutos rebeldes, obrigando-os à rendição ou à morte por fome.
Dião Cássio nos diz que cerca de 50 esconderijos dos rebeldes foram localizados e eliminados. Diz também que 985 vilas judias foram destruídas na campanha e 580 mil judeus mortos pela espada (além dos que morreram por fome).
Até que, em 135, Severo finalmente encurralou Barcoquebas em Betar, seis milhas a sudoeste de Jerusalém. Apesar da tenacidade de seus defensores, o reduto foi invadido e os romanos massacraram todos que encontraram. Foi o fim do "Filho da Estrela" e da terceira revolta judaica.

## Depois
Terminada a guerra, a Judeia estava devastada. 
Dião Cássio descreve-a como "quase um deserto". Centenas de milhares de judeus morreram lutando, de fome ou por doenças. Prisioneiros judeus abarrotavam os mercados de escravos, aviltando os preços dos cativos ("Um escravo tornou-se mais barato do que um cavalo"). Os inaptos ao trabalho eram enviados aos circos, para servir de entretenimento a plateias sanguinárias, que apreciavam vê-los ser retalhados pelas lâminas dos gladiadores ou dilacerados pelas presas de animais selvagens.
Os romanos também sofreram perdas consideráveis. Em 135, ao informar ao senado sobre o fim da guerra, o imperador Adriano, preferiu omitir a fórmula habitual: "Eu e as legiões estamos bem". 
Jerusalém foi reconstruída de acordo com o projeto do imperador, recebendo o nome de Élia Capitolina, onde os judeus ficaram proibidos de entrar, sob pena de morte, enquanto o nome da província foi mudado de Judeia para Síria Palestina.
Além disso, um édito imperial que combatia a prática da mutilação, equiparou a circuncisão à castração, proibindo os judeus de praticá-la. E, como os recalcitrantes se valessem de argumentos religiosos, ficaram também proibidos o ensinamento da Torah e a ordenação de novos Rabinos. Aquiba negou-se a obedecer, continuando a dirigir o povo judaico. Surpreendido ensinando a Torah, pagou com a vida sua fidelidade à Lei Mosaica.